# Жуков, Олег Аркадьевич
Олег Аркадьевич Жуков (род. 9 февраля 1976, Киров) — российский шоссейный велогонщик, Мастер спорта России международного класса. Чемпион России в индивидуальной гонке. Член сборной России по велоспорту на чемпионатах мира с 1997 по 2004 год.

## Достижения
1995
Тур Македонии
1998
 Чемпион Европы — индивидуальная гонка U23
 Чемпион России — индивидуальная гонка
2-й этап на Ruban Granitier Breton
Chrono de Rochecorbon
Гран-при Наций среди любителей
Хроно Наций U23
2000
2-й на Чемпионат России — индивидуальная гонка
2001
Тур Шабле
3-й в генеральной классификации
2-й этап
Circuit du viaduc
3-й на Polymultipliée lyonnaise
5-й на Тур Финистера
2002
5-й этап на Тур Переней
3-й этап на Тур Тарна и Гаронны
3-й на Circuit des deux ponts
2003
Тур Олимпийской Солидарности
3-й на Чемпионат России — групповая гонка
Тур Сербии
3-й в генеральной классификации
1-й этап
5-й на Тур Нормандии
2004
2-й на Чемпионат России — индивидуальная гонка
2-й на Clásica Memorial Txuma